# Marisa Abbondanzieri
Pour les articles homonymes, voir Abbondanzieri.
Marisa Abbondanzieri est une femme politique italienne née le 14 janvier 1956 à Arcevia dans les Marches.

## Biographie
Marisa Abbondanzieri est d'abord enseignante en école élémentaire. Elle rejoint le Parti communiste italien en 1976. En 1999, elle entre à la Chambre des députés dans la 14e circonscription (Marches) pour le parti Démocrates de gauche à la suite de la démission de la députée Nilde Iotti. Elle est réélue à ce poste en 2001. Après la dissolution de son parti en 2007, Abbondanzieri rejoint le Parti démocrate.
Elle est membre de l'Assemblée parlementaire du Conseil de l'Europe du 23 janvier 2006 au 22 septembre 2006.